# 霍里什基
49°22′28″N 33°49′27″E / 49.37444°N 33.82417°E
霍里什基（羅馬化：Khorishky）是烏克蘭中部的村莊，隸屬波爾塔瓦州的克雷門丘克區。該村分別距離尤爾基1.5公里和扎赫雷貝利亞3公里，海拔高度77米，2001年人口856。